# Marca d'Istria

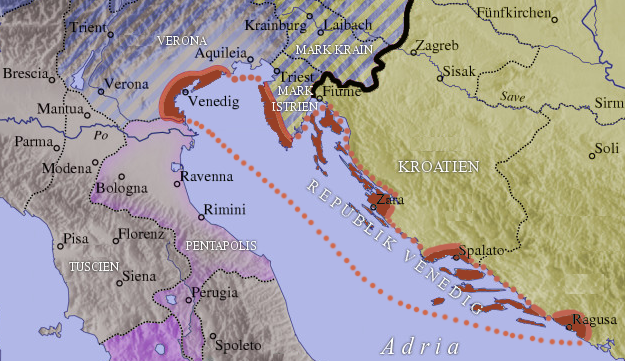
Marca istriana (Mark Istrien) del Sacro Romano Impero attorno al 1000, accanto alle marche di Verona e di Carniola (Krain), Croazia e la Repubblica di Venezia

La marca d'Istria (o Margraviato dell'Istria) era una marca carolingia posta nella penisola istriana e nel territorio circostante, area conquistata dal figlio di Carlo Magno, Pipino d'Italia, nel 789. Dopo 1364 divenne una provincia della monarchia asburgica, dell'Impero austriaco  e dell'Austria-Ungheria.

## Storia
Area abitata dell'antica tribù degli Istri, la penisola venne conquistata dall'Impero Romano nel 178 a.C. e fu incorporata nella regione della Venetia et Histria dell'Italia augustea sotto l'imperatore Augusto. Con il declino dell'Impero romano e con il periodo migratorio, i Longobardi del re Alboino nel 568 conquistarono la Venetia, e stabilirono il ducato di Friuli, parte del loro regno d'Italia. La penisola istriana rimase sotto l'influenza bizantina, mentre le tribù slave meridionali (croati e sloveni) si stabilirono nell'est e nel nord.
Astolfo, re dei Longobardi dal 749, attaccò i restanti territori bizantini in Italia e minacciò persino il papato bizantino a Roma. Poiché papa Zaccaria non si aspettava alcun aiuto da Costantinopoli, strinse un'alleanza con Pipino il Breve, il potente maestro di palazzo del regno franco, e legittimò la sua ascesa a re dei Franchi. Nel 755 Pipino invase l'Italia e costrinse Astolfo a divenire suzerain del regno franco. Il figlio di Pipino Carlo Magno, nel 773/774, incorporò infine il regno italiano nell'impero carolingio.

### Marca carolingia
Carlo Magno inizialmente incorporò la penisola istriana nel ducato longobardo del Friuli, parte del Regnum Italicorum retto dal figlio Pipino. Sebbene ufficialmente un ducato, il Friuli de facto fu una marca con una dignità ducale meramente titolare, dal 776 governata da governanti franchi.
Il margraviato istriano emerse per la prima volta dopo la morte del duca Enrico del Friuli nell'assedio di Tersatto del 799 al confine franco con il ducato di Croazia. L'Istria fu affidata al conte franco Unfrido, che portava anche il titolo di dux Foroiulanus. La marca carolingia originale si estendeva dalle Alpi Giulie e dall'altopiano del Carso fino al golfo del Quarnaro. Fu una delle tre marche, insieme alla marca del Friuli e alla marca di Carinzia, destinate a proteggere successivamente l'Italia dagli Avari, dagli Slavi e dai Magiari. Nel primo decennio del IX secolo l'Istria fu governata dal duca Giovanni, nominalmente governante dell'area secondo le antiche usanze bizantine, ma in realtà governava in qualità di vassallo franco. La regione aveva nove città, in primis Trieste.
Dopo che il re Pipino aveva fatto diversi tentativi per conquistare Venezia, suo padre l'imperatore Carlo Magno ai sensi della Pax Nicephori dell'812 riconobbe finalmente il controllo formale bizantino sulla città insieme all'Istria, almeno nella sua costa occidentale. Non sappiamo se l'accordo venne rispettato e forse i bizantini non riuscirono a ristabilire il loro governo nei territori restituiti; non si conosce neanche se questi vennero effettivamente consegnati. Le parti restanti dell'Istria furono probabilmente reintegrate nel ducato carolingio del Friuli.
Dopo la deposizione dell'ultimo duca friulano Balderico, l'imperatore Ludovico il Pio nel Reichstag 829 a Worms divise il vasto ducato in quattro marche. L'Istria con la marca del Friuli fu governata da Aquileia dal margravio Eberardo e dai suoi discendenti della dinastia degli Unrochingi. Entrò a far parte della Francia Media dopo il Trattato di Verdun dell'843, e fu assegnato al regno italiano dell'Imperatore Ludovico II nell'855. Il margravio Berengario del Friuli successe a Carlo il Grasso come Re d'Italia nell'888.

### Marca imperiale
Dopo che il re tedesco Ottone I fece una campagna nel nord Italia contro il nipote di Berengario, re Berengario II, nel 952 unì il Friuli alla vasta marca di Verona, conferendolo al fratello Enrico I di Baviera, che già controllava le adiacenti marche di Carinzia e di Carniola. Dopo la deposizione del figlio e successore di Enrico, Enrico il Litigioso nel 976, l'imperatore Ottone II separò la Carinzia dalla Baviera elevandolo a ducato a sé stante, conferendolo a Enrico il Giovane, che ricevette anche le marche bavaresi del sud-est, tra cui Verona, Istria, Carniola e Stiria.
Sono documentati conti dell'Istria alla fine del X secolo, ma l'Istria e la marca di Carniola furono separate dal ducato carinziano nel 1040, quando entrambi furono conferiti al conte di Weimar Poppo I di Carniola, erede per matrimonio del margravio friulano Weriand. I margravi di Carniola a poco a poco acquisirono i territori del nord-est della penisola, mentre la costa occidentale e meridionale furono gradualmente occupate dalla repubblica di Venezia. Il re Enrico IV assegnò nominalmente la marca rimanente al patriarcato di Aquileia, mentre il titolo margraviale e i territori istriani furono comunque conservati dalla Carniola. Nel 1173 l'imperatore della dinastia Hohenstaufen Federico Barbarossa diede il feudo alla dinastia bavarese degli Andechs, unendo l'Istria al ducato di Merania. Il Patriarcato d'Aquileia riconquistò l'Istria nel 1209, quando i margravi Andech furono banditi a causa del presunto coinvolgimento nell'assassinio del re Filippo di Svevia, figlio di Federico Barbarossa.
A metà del secolo la maggior parte della costa istriana era stata conquistata da Venezia. I patriarchi cessarono di nominare margravi e affidarono la parte interna della penisola restante al controllo diretto dei loro Vogt, i conti di Gorizia.

### Margraviato degli Asburgo
Dopo che il territorio secolare dei Patriarchi di Aquileia fu completamente conquistato da Venezia nel 1420, la maggior parte dell'Istria apparteneva alla Serenissima. Gli Asburgo, che dal 1335 detenevano il ducato di Carniola e dal 1382 possedevano la signoria sulla città di Trieste, in Istria avevano acquistato solo un piccolo territorio all'interno della penisola intorno a Pisino (Mitterburg), che amministravano attraverso il ducato carniolano. Nel 1500, con l'estinzione della dinastia comitale, i territori di Gorizia, incluso il titolo marchionale istriano, furono ereditati dagli Asburgo. I sovrani asburgici detennero tuttavia il titolo di "Margravi d'Istria" fino allo scioglimento della monarchia austro-ungarica nel 1918.
L'Istria veneta venne annessa alla monarchia asburgica con il trattato di Campoformio del 1797. Ma l'Istria venne successivamente all'Impero austriaco da Napoleone con la pace di Presburgo del 1805, conferendola al Regno d'Italia. Fu quindi incorporato nell'impero francese come parte delle province illiriche nel 1809. Nel 1815, dopo che Napoleone fu sconfitto, il territorio fu restituito dal Congresso di Vienna del 1815 all'Austria come parte del Regno di Illiria.
Dopo la spartizione del regno illirico nel 1849, il margraviato d'Istria divenne una suddivisione della terra della corona del Litorale austriaco. Ricevette una notevole autonomia come terra della corona a sé stante con l'istituzione della Dieta dell'Istria a Parenzo con la patente di febbraio del 1861.

## Elenco dei margravi
Margravi carolingi dell'Istria 
- Unfrido (799 circa), anche duca del Friuli
- Giovanni (804 circa), duca

 Conti di Weimar
- Poppo I (1012-1044), anche margravio di Carniola dal 1040
- Ulrico I (1060–1070), figlio del margravio Poppo I, anche margravio di Carniola

 Dinastia degli Eppenstein 
- Markwart IV (?)[la wiki DE sembra sovrapporre Markwart con Ulrico]

 Conti di Weimar 
- Enrico I (1077-1090)

 Dinastia degli Sponheim 
- Enghelberto I (1090-1096) (figlio di Sigfrido I di Sponheim)
- Bucardo (1093-1101)

 Conti di Weimar-Orlamünde 
- Poppo II (1096-1098), figlio di Ulrico I, margravio di Carniola dal 1070
- Ulrico II (1098–1107), fratello, anche margravio di Carniola

 Dinastia degli Sponheim 
- Enghelberto II (1107–1124), figlio di Enghelberto I, anche margravio di Carniola e duca di Carinzia dal 1124
- Enghelberto III 1124-1173, figlio, anche margravio di Carniola

 Dinastia degli Andechs 
- Bertoldo I (1173-1188), anche margravio di Carniola
- Bertoldo II (1188–1204), figlio, anche margravio di Carniola, duca di Merania (come Bertoldo IV) dal 1183
- Enrico II (1204-1209), figlio, anche margravio di Carniola
- Bertoldo III (1209-1228), fratello, anche patriarca di Aquileia
- Ottone I (1228-1234), fratello, anche margravio di Carniola, duca di Merania dal 1204, conte Palatino di Borgogna dal 1211 (con il nome di Ottone II)
- Ottone II (1234-1248), anche margravio di Carniola, duca di Merania e conte Palatino di Borgogna (con il nome Ottone III)

Nominalmente sotto il controllo diretto Principato patriarcale di Aquileia, ma affidata ai conti di Gorizia.
 Dinastia dei Přemyslidi 
- Ottocaro di Boemia (1272-1276), anche re di Boemia

Dopo la parentesi boema, la marca ritornò sotto il controllo del Principato patriarcale di Aquileia e la sua amministrazione era affidata ai conti di Gorizia. Con l'estinzione della casata goriziana il titolo fu ereditato dai monarchi asburgici e il titolo di "Margravio d'Istria" fu incluso tra quelli dei sovrani d'Austria.